# Bad Hopfenberg

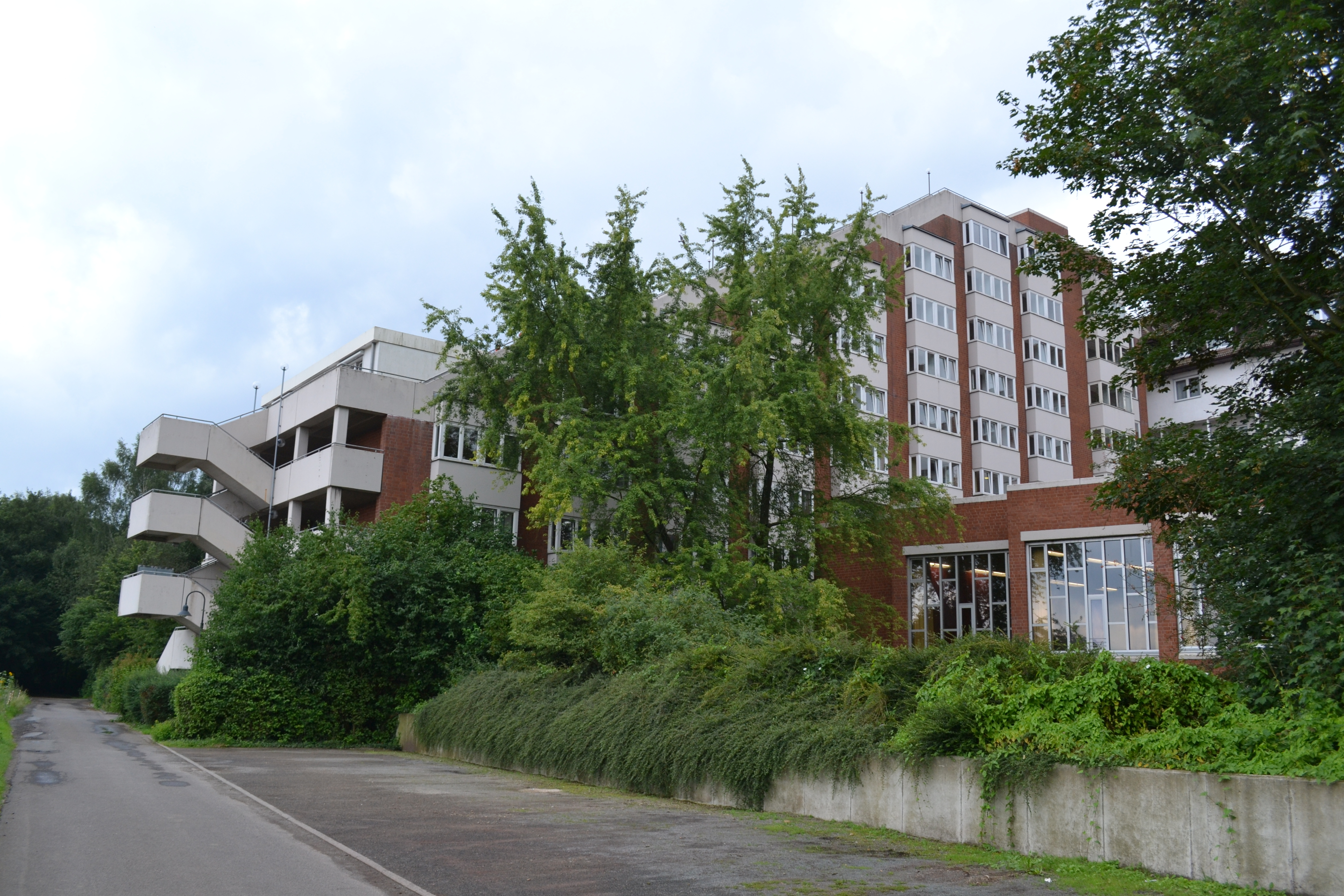
Das Terrassenhaus der Kurklinik Bad Hopfenburg

Bad Hopfenberg ist ein Moorheilbad und Kurort in der ostwestfälischen Stadt Petershagen in Nordrhein-Westfalen. Der Ort ist ein staatlich anerkannter Luftkurort.

## Geographie
Der Ort liegt auf einer Anhöhe im nördlichen Teil der Kernstadt Petershagen. Hier wurde im 16. Jahrhundert Hopfen für die Bischöfe von Minden angebaut, die damals im Schloss Petershagen residierten. Daher kommt möglicherweise der Name.

## Geschichte
Der Kurort wird im 1746 das erste Mal urkundlich erwähnt, als die besondere Qualität des dortigen Quellwassers bekannt wurde. Die Heilquelle sprudelt auch heute noch. 1824 legte Colon Traue dort eine Badeanstalt an. Sie nannte sich Kurhaus „Hopfenberg“. Schwerpunkt waren damals Mooranwendungen mit dem Heilschlamm aus dem Uchter Moor. 1926 kommt die Anlage in den Besitz der Familie Hermann Nebel aus Bad Seebruch bei Vlotho, die die Kurklinik vor Ort auch heute noch betreibt.

## Verkehr

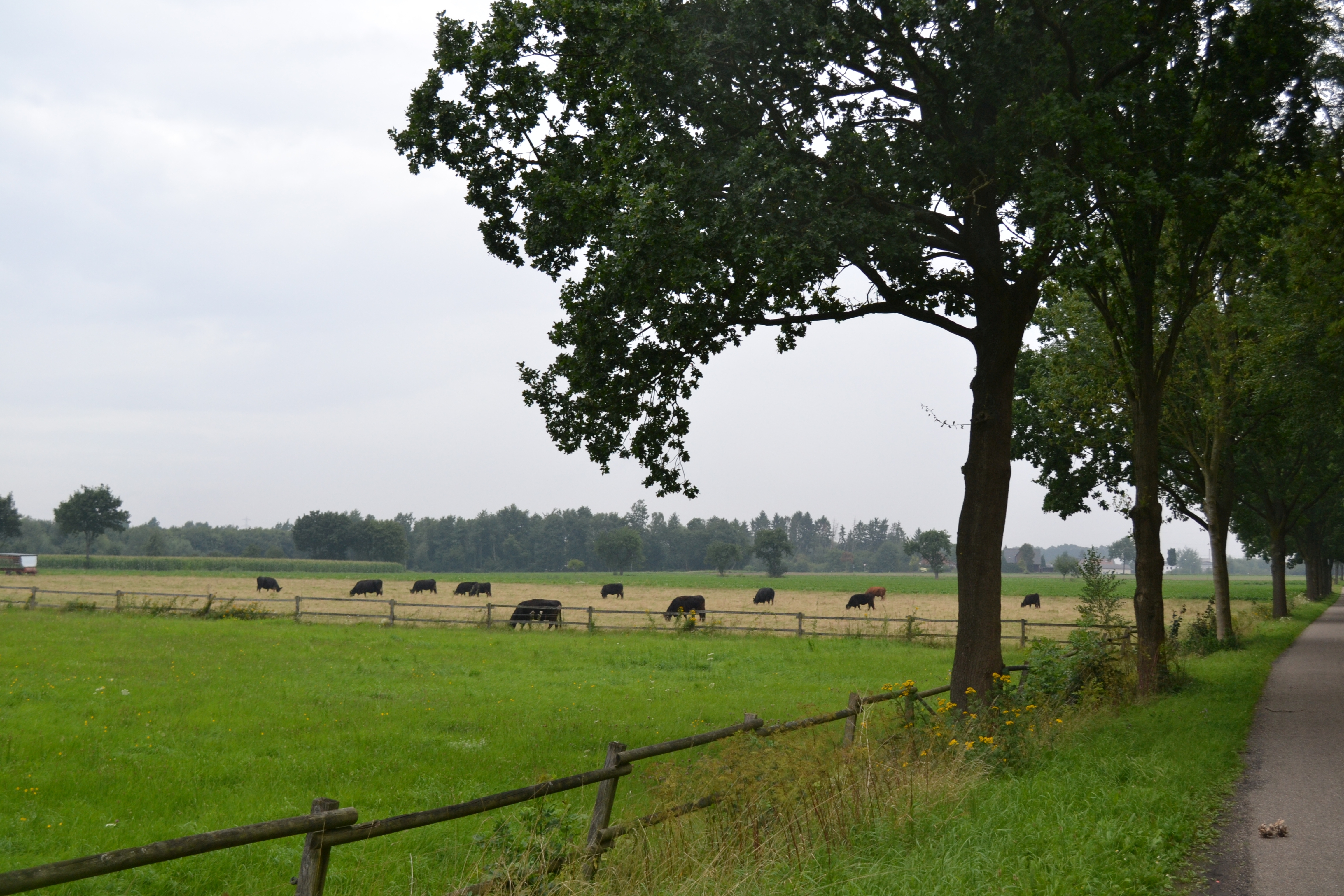
Viehweide in Bad Hopfenberg

Bad Hopfenberg wurde 1898 durch die Bahnstrecke Minden-Uchte der Mindener Kreisbahn mit eigener Haltestelle erschlossen. Der Personenverkehr wurde im Jahr 1967 eingestellt. Die Gleise wurden später abgebaut. Heute verläuft auf der ehemaligen Bahntrasse der Weser-Radweg.
Für den ÖPNV gibt es heute in Bad Hopfenberg eine Haltestelle des WeserBus/TaxiBus (= Rufbus, nur nach vorheriger Anmeldung).

## Kurklinik
In der Weserland-Klinik werden heute hauptsächlich Anschlussheilbehandlungen nach Knie- und Hüftendoprothesen, die Therapie von Rückenerkrankungen und Erkrankungen des rheumatischen Formenkreises durchgeführt. In den 1960er Jahren stiegen die Übernachtungszahlen, rund 50 Übernachtungen pro Nacht wurden gezählt. Die Klinik baute ein neues terrassenförmiges Gebäude am Abhang zur Wesermarsch, das von der Weser aus ein einprägsames Erscheinungsbild bietet.

## Persönlichkeiten
Kurgäste in Bad Hopfenberg waren unter anderem der russische General und Kriegsminister Wladimir Alexandrowitsch Suchomlinow sowie der deutsche Fastnachter Rudi Zörns.